# 中森明夫
中森 明夫（なかもり あきお、本名：柴原 安伴〈しばはら やすとも〉、1960年〈昭和35年〉1月1日 - ）は、日本のコラムニストで編集者、アイドル評論家。
三重県志摩市出身。おたくという語の生みの親。ペンネームは、中森明菜からとったものである。

## 経歴
中学卒業後、三重県立明野高等学校に入学するも一年の夏休み明けに自主退学。その後、東京の大学に進学していた5歳年上の兄を頼って上京し、東京の高校へと進学する。最終学歴は明治大学付属中野高等学校中退と自称している。
1982年7月、ミニコミ誌ブームの中で、エンドウユイチ（＝遠藤諭）達と共に、サブカルチャー総合ミニコミ誌の『東京おとなクラブ』（東京こどもクラブのもじり）を創刊。同誌の発行人となり、NHK少年ドラマシリーズやCMなどを特集し、1985年まで不定期刊で5号まで出す。
1983年に『漫画ブリッコ』誌上で1983年6月号から9月にかけて『東京おとなクラブ』出張版として「『おたく』の研究」を連載した。この中で、ガンダムファンやカリオストロファン、コミックマーケット出展者来場者、鉄道ファン（特に「撮り鉄」）などの「異様さ」をあげつらい、「この頃やたら目につく世紀末的ウジャウジャネクラマニア少年達」を「おたく」と蔑称する（アキバ系参照）。この記事掲載により一気に全国的に広まった。この記事が読者からの反発を受け、編集長の大塚英志も「おたく」を差別用語として連載を打ち切り、1983年12月号の3回目で連載中止になった。
1980年代半ばから浅田彰に認められ、1985年に筑紫哲也が編集長をしていた『朝日ジャーナル』誌の「新人類の旗手たち」コーナーに登場。売れないライターだったのがこれをきっかけに取材依頼が殺到し、テレビ出演するなど世に出ることになる。以後、新しい世代のサブカルチャーの担い手として注目を浴び、田口賢司および野々村文宏と共に「新人類3人組」と呼ばれた。
1985年に『宝島』の1985年6月号から連載したオムニバス小説「東京トンガリキッズ」で小説家デビュー。1987年に単行本化。1988年の小説『オシャレ泥棒』は翌1989年に宮沢りえ主演でTBSでテレビドラマ化された。
1990年代は『SPA!』誌上で「ニュースな女たち」・「中森文化新聞」を10年以上にわたって連載。さらに、1996年にはチャイドルという語を創始し、1990年代後半のチャイドルブームの仕掛け人となった。村上綾歌、岡明子、りりあん、せがわきりなどを発掘した。
2001年には、慶應義塾大学で非常勤講師としてポップメディア史を教えた。
2008年に『野性時代』誌で20年ぶりの小説となる「学校で愛するということ」を連載。
2010年、50歳にして、初の純文学作品『アナーキー・イン・ザ・JP』を発表。第24回三島由紀夫賞候補に挙がった。

## 人物
ペンネームは歌手の中森明菜にあやかって、エンドウから命名された。
中森本人は「新人類」という概念は信じておらず、来た仕事が断る理由もなく引き受けていたという。『朝日ジャーナル』にはフリーで駆け出しの仕事をしていた頃より関わっていたが、筑紫哲也が同誌編集長の時期に『若者たちの神々』を連載していた頃、山崎浩一や泉麻人とともに「宮武外骨の『滑稽新聞』をやってくれ」という依頼を受けた際、山崎や泉とは対照的に一人『神々製造業者御用！』という『若者たちの神々』を皮肉った記事を書いて問題になったという。
タレントの後藤久美子のタレント本『ゴクミ語録』を取材編集し、ドラマ原作となった『オシャレ泥棒』の執筆で女性アイドルと携わるようになり、以後はアイドル評論家を名乗っている。岡田有希子のファンでもあり、命日には四谷の現場へ必ず手を合わせに行っている。
1991年に宮沢りえ、観月ありさ、牧瀬里穂の当時人気の3人をコラムで「3M」と名付けてちょっとした流行語になるが、宮沢の母親・光子に「（娘を観月や牧瀬と）一緒にするな」と怒られたという。
東京・埼玉連続幼女誘拐殺人事件で宮﨑勤が逮捕されおたくという概念がクローズアップされる。ほぼ全てのマスメディアが宮崎勤を糾弾する中、宮崎を擁護する論陣を張った大塚英志の姿勢に感銘し、大塚と週刊誌での対談記事で再会した後、大塚らと共著で1989年に『Mの世代 ぼくらとミヤザキ君』を刊行。しかし同書を出版したことで仕事はキャンセルされ、友人を失い、脅迫電話や脅迫状で脅されることになったという。
林真理子の小説『ワンス・ア・イヤー』文庫版に寄せた解説が、林本人から「林真理子論として最高」と言われていると感謝される。
文芸評論家から無視されてきた山田悠介の『親指さがし』に解説を寄せた。

## コラム連載
- 『月刊：漫画ブリッコ』（白夜出版）
- 『週刊朝日』アタシジャーナル（朝日新聞社）
- 『宝島』東京トンガリキッズ（JICC出版局）
- 『MOGA』東京トンガリ新聞（東京三世社）
- 『SPA!』ニュースな女たち/中森文化新聞（扶桑社）
- 「ニッポンへの発言」『毎日新聞』(夕刊・毎月20日ごろ)（2016年3月16日 - ）[27]

## 著書
- 東京トンガリキッズ（JICC出版局、1987年）のち角川文庫
- オシャレ泥棒（マガジンハウス、1988年）
- 瞳に星な女たち（太田出版、1993年）
- アイドルにっぽん（新潮社、2007年）
- 女の読み方（朝日新書、2007年）
- 学校で愛するということ（角川書店、2009年）
- アナーキー・イン・ザ・JP（新潮社、2010年）のち文庫
- 午前32時の能年玲奈（河出書房新社、2013年）
- 寂しさの力新潮新書、2015
- アイドルになりたい!ちくまプリマー新書、筑摩書房 2017年3月
- 青い秋光文社 2019年10月
- キャッシー（文藝春秋、2021年1月14日）ISBN 978-4-1639-1313-1
- TRY48新潮社 2023年2月
- 推す力 人生をかけたアイドル論集英社新書 2023年11月

### 共著
- 竹内義和『新世界のモーゼ : 非生産的文化論』たる出版、1985年9月30日。
- 週刊本『卒業〜Kyon2に向かって〜』（田口賢司、野々村文宏共著、朝日出版社、1985年）
- Mの世代 ぼくらとミヤザキ君（大塚英志共著、太田出版、1989年）
- ニュースな女たち（篠山紀信写真、扶桑社、1992年）
- Namaiki（篠山紀信写真、新潮社、1996年）
- 神話少女栗山千明（篠山紀信写真、新潮社、1997年）
- 18 1/2-早川咲写真集（沢渡朔写真、ぶんか社、1997年）
- 新世紀のリアル（宮台真司、藤井良樹共著、飛鳥新社 1997年）
- 東京アリス-ペーパームービー（Shiro共著、角川書店、2004年）
- ねらわれたアイドル 栗林三枝誘拐監禁事件 ペーパームービー（Shiro共著、幻冬舎、2005年)
- AKB48白熱論争（小林よしのり、宇野常寛、濱野智史共著、幻冬舎、2012年）